# Diaphorus albiciliatus
Diaphorus albiciliatus är en tvåvingeart som beskrevs av Van Duzee 1915. Diaphorus albiciliatus ingår i släktet Diaphorus och familjen styltflugor.
Artens utbredningsområde är Guatemala. Inga underarter finns listade i Catalogue of Life.